# Collegio scolastico
Il collegio scolastico, detto anche educandato o convitto  (dal latino convictus, luogo in cui si vive insieme), è un istituto di istruzione in cui i giovani allievi conducono vita comune, convivendo in modo stabile per tutto il periodo scolastico.

## Definizione
La caratteristica che maggiormente distingue il collegio dalla scuola diurna è la presenza di un'area interna alla scuola adibita a dormitorio.
I collegi scolastici sono relativamente più diffusi nel Regno Unito, in India, in Cina e in alcune parti dell'Africa. Questi paesi contemplano questa modalità di educazione e di istruzione anche per bambini in tenera età e per un periodo di tempo che può essere assai lungo, cioè fino alla maggiore età. Tuttavia, collegi scolastici di questo tipo sono relativamente meno diffusi in Europa e negli Stati Uniti, dove sono presenti soprattutto negli anni delle scuole medie inferiori o superiori. 
Il Regno Unito ha una lunga tradizione di istruzione di tale tipo ed è una opzione per classi sociali di estrazione privilegiata (come Eton e Harrow, che hanno prodotto diversi primi ministri), mentre in altri contesti nazionali i collegi sono stati utilizzati per altre funzioni sociali: si va dal convitto di tipo continentale europeo - un collegio che permette la frequenza anche ad allievi provenienti da piccole località prive di istituti scolastici - fino all’estremo dei luoghi in cui segregare i bambini considerati un problema per i loro genitori o per la società in generale.

## Storia
In Italia numerosi monasteri si trasformarono in educandati, un fenomeno che prese piede in maniera massiccia dopo il concilio di Trento.
In seguito, il termine "convitto" ha indicato generalmente un istituto scolastico aperto a studenti di ambo i sessi, dalle scuole elementari alle scuole medie superiori, retto da laici. Storicamente in Italia i più antichi convitti nacquero in età napoleonica dalla secolarizzazione degli antichi collegi religiosi, retti generalmente da gesuiti e barnabiti. Per esempio, il «Convitto Longone» di Milano non era altro che l'antico «Collegio imperiale Longone» dopo la soppressione dei Chierici regolari di San Paolo nel 1810. I convitti nazionali nacquero nel Regno di Sardegna nel 1848 e furono poi estesi ai territori degli Stati preunitari con la legge Casati (1859) per formare la futura classe dirigente.
Il personale è nominato per concorso statale. Alla guida dei convitti nazionali vi è un "rettore", la cui funzione equivale a quella dei Dirigenti scolastici. L'importanza dei convitti è tuttavia in declino, in quanto sono ormai molto rare in Italia le località dalle quali non sia possibile raggiungere una scuola secondaria.